# Elezioni generali in Honduras del 1981
Le elezioni generali in Honduras del 1981 si tennero il 29 novembre per l'elezione del Presidente e il rinnovo del Congresso nazionale.

## Risultati
| Liste                                       | Candidati                | Voti      | %     | Seggi |
| ------------------------------------------- | ------------------------ | --------- | ----- | ----- |
| Partito Liberale dell'Honduras              | Roberto Suazo Córdova    | 636.437   | 53,93 | 44    |
| Partito Nazionale dell'Honduras             | Ricardo Zuñiga           | 491.089   | 41,61 | 34    |
| Partito di Innovazione e Unità              | Miguel Andonie Fernández | 29.419    | 2,49  | 3     |
| Partito Democratico Cristiano dell'Honduras | Hernán Corrales Padilla  | 19.163    | 1,62  | 1     |
| Indipendente                                | Delgado Pérez            | 2.572     | 0,22  | -     |
| Indipendente                                | Mayorga Madrid           | 911       | 0,08  | -     |
| Indipendente                                | López López              | 514       | 0,04  | -     |
| Totale                                      | Totale                   | 1.180.105 |       | 82    |